# オークラランド

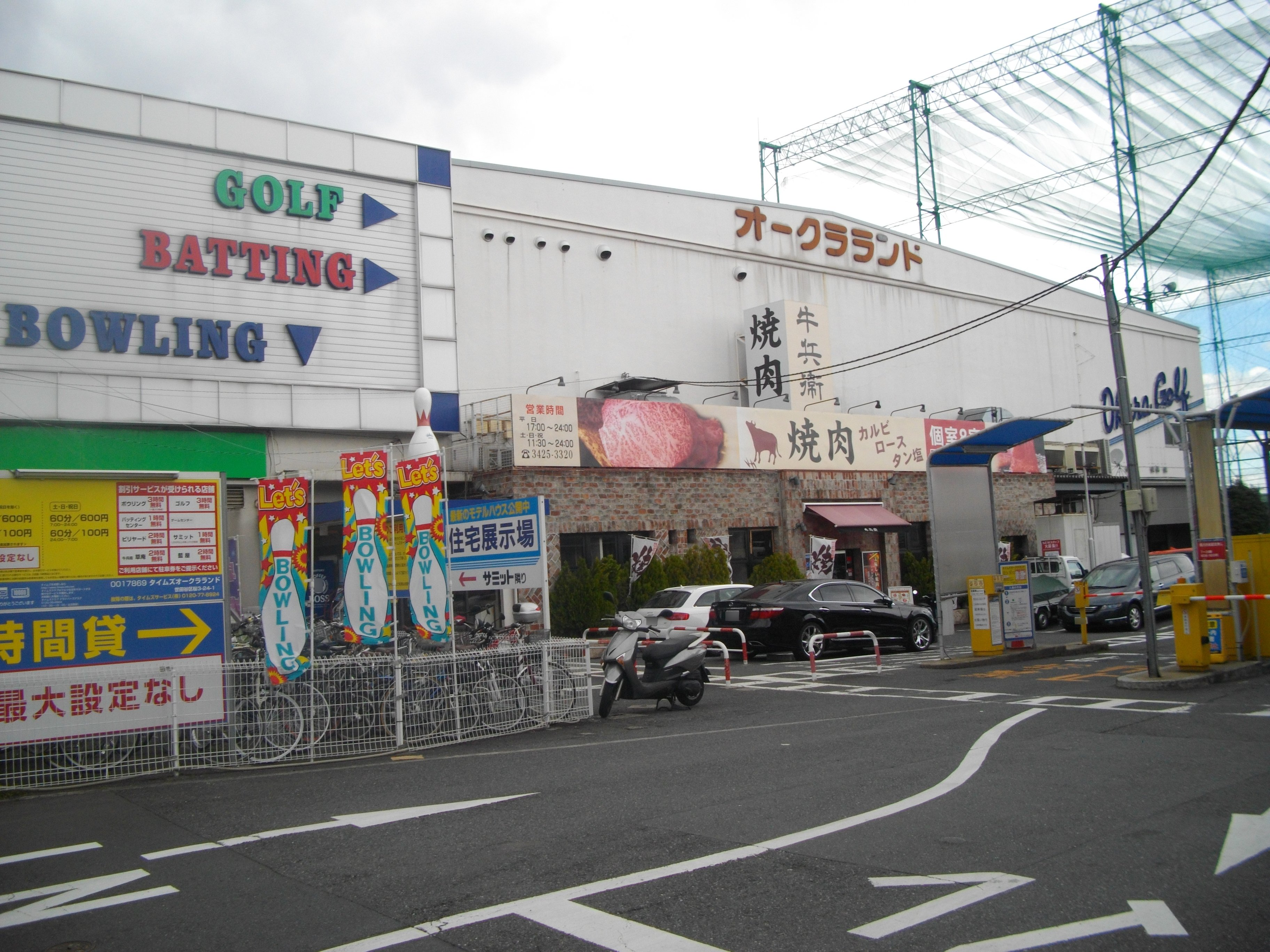
オークラランド入口

オークラランド（英語: Okuraland）は、東京都世田谷区に存在する日本の複合レジャー施設である。大蔵映画が経営するオークラボウル・グループの一事業場である。

## 略歴・概要

### 前史・略歴
- 1935年（昭和10年）3月 東京発声映画製作所として設立・開所
- 1941年（昭和16年）12月 同社が東宝映画と合併し、東宝映画第三撮影所となる
- 1943年（昭和18年）12月 同社が東京宝塚劇場と合併し東宝の東宝第三撮影所となる
- 1947年（昭和22年）3月 新東宝の新東宝第二撮影所となる
- 1960年（昭和35年） 譲渡により富士映画撮影所となる
- 1962年（昭和37年）1月 富士映画を母体に大蔵映画が設立、大蔵映画撮影所となる
- 1966年（昭和41年）10月7日 撮影所の一部を閉鎖、オークラランドとなる

　ボウリング場、アイススケート場（夏季はプールとして営業）、バッティングセンター、スーパーオークラ、レストラン、サウナ、美容院、ビリヤード、麻雀等の営業を開始する
- 1974年（昭和49年）撮影所を全面閉鎖しオークラテニス（9面クレーコート）の営業を開始する

## おもな施設
- ボウリング場 - 30レーン
- ゴルフ練習場 - 1階23打席、2階24打席、パター・バンカー練習所
- バッティングセンター
- むさしの森珈琲店　世田谷オークラランド店
- 世田谷通りオークラランド住宅公園（サンフジ企画が運営）
  - 住友不動産、三菱地所ホーム、大成建設ハウジング、ミサワホーム東京、住友林業、積水ハウス、旭化成ヘーベルハウス、One's Life ホーム、レスコハウス、パナソニックホームズ、トヨタホーム東京、三井ホーム
- サミットストア桜店
- タイムズオークラランド - 152台、オークラランド施設利用者は料金割引あり
- 大蔵ゴルフスタジオ　世田谷